# Duomo di Tricesimo
Il duomo di Santa Maria della Purificazione, conosciuto anche come pieve arcipretale della Purificazione di Maria, è il principale luogo di culto cattolico di Tricesimo, in provincia ed arcidiocesi di Udine; fa parte della forania della Pedemontana.

## Storia
In base ai reperti trovati, si sa che a Tricesimo esisteva una chiesetta già nel VIII secolo. Nel corso dei secoli questa chiesetta fu sostituita da un'altra, distrutta nel 1289 da un rogo appiccato dai soldati del conte Alberto di Gorizia.
Nel 1423 papa Martino V sottopose la pieve di Tricesimo al capitolo della cattedrale di Udine. Nel 1456 Tricesimo ridivenne sede plebanale. È attestato da un documento del 1593 che la pieve di Tricesimo era in stile gotico e a tre navate. Questa pieve fu demolita intorno al 1770 in quanto non adatta a soddisfare le esigenze della popolazione e sostituita dall'attuale duomo, costruito su progetto di Domenico Schiavi tra il 1771 e il 1789. Il nuovo duomo venne consacrato il 6 luglio 1789.

## Descrizione
Il duomo possiede, nel fianco sud, un'elegante porta rinascimentale (1505), opera di Bernardino da Bissone. Era situata originariamente sulla facciata della chiesa gotica. Quando nel Settecento fu edificata la chiesa più grande, il portale apparve sproporzionato e fu spostato sul lato sud come porta d'accesso laterale. Una lapide posta accanto allo stipite destro ricorda tale spostamento: "TEMPLO ELEGANTIORI FORMA REAEDIFICATO A VETERIS FRONTE LIMEN TRANSLATUM HIC AD PERENNEM ARTI LAUDEM UNIVERSALIS - S P C - A MDCCLXXIX [Riedificato il tempio in forma più elegante, la soglia fu qui trasportata dalla facciata precedente a perenne lode dell'arte - 1779]". Sopra il portale fu collocata la Madonna col Bambino, considerata il suo capolavoro, accuratamente ricomposta dopo il crollo del campanile a seguito del terremoto del 1976 che travolse la statua. Sono di Bernardino pure le due statue collocate nelle nicchie della facciata, che rappresentano l'Annunciazione.
All'interno l'aula ospita varie opere d'arte tra cui la pala rappresentante la Presentazione di Gesù al tempio, di Jacopo Palma il Giovane e la pala d'altare di Sebastiano Bombelli Crocifisso e anime del Purgatorio.
Dal 1752 agli anni trenta del XX secolo, il duomo fu dotato anche di un organo costruito dal famoso organaro Pietro Nacchini e dal suo allievo Francesco Dacci. Lo strumento era provvisto di 13 registri, una tastiera di 52 note ed una pedaliera. Dopo la costruzione dell'attuale pieve, l'organo fu collocato in una nicchia nel presbiterio; mentre sull'antistante balaustra trovavano posto l'organista ed i cantori. Negli anni trenta però si decise di costruire un nuovo organo, e il Nacchini fu ceduto alla parrocchiale di Madrisio di Fagagna, dove tuttora si trova.